# Lecane signifera
Lecane signifera är en hjuldjursart som först beskrevs av Jennings 1896.  Lecane signifera ingår i släktet Lecane och familjen Lecanidae.

## Underarter
Arten delas in i följande underarter:
- L. s. ploenensis
- L. s. signifera